# Gamalost
Gamalost, též gammelost, „starý sýr“, je norský sýr s pronikavou chutí a vůní, vyráběný z odstředěného kyselého mléka bez použití syřidla. Během výroby je naočkován plísní hlavičkovou, dříve se také někdy používaly plísně rodu Penicillium, stejně jako na camembert či roquefort. Je zmiňován už v Sáze o Njálovi sepsané ve 13. století a ve starších pramenech je zmiňován jeho pověstný silný zápach. Moderní podoba ovšem zraje pouhé dva až čtyři týdny a jeho vůně zdaleka není tak výrazná. Gamalost frå Vik je chráněným zeměpisným označením pro gamalost z obce Vik na jihozápadě země. Ten je také jediným gamalostem, který se na počátku 21. století v Norsku vyrábí, ale kdysi se produkoval na většině farem v Západním Norsku a ještě v 60. letech 20. století ho nabízelo deset mlékáren. Obsahuje pouhé necelé procento tuku, přes 50 % bílkovin a velké množství glutamátu, který mu dodává výraznou umami chuť.
Podobně se připravují další sýry, známé především v severní a střední Evropě, původně za účelem využití velkého množství zbytkové suroviny zbylé po přípravě kysané smetany a másla. Příkladem je norský pultost, české olomoucké tvarůžky, švýcarský Werdenberger Sauerkäse a německé Sauermilchkäses, jako Harzer Käse a Hessischer Handkäse.